# Подводные лодки типа «Хаясио»
Подводные лодки типа «Хаясио» (яп. はやしお型潜水艦) — серия японских дизель-электрических подводных лодок. Они стали вторым, после «Оясио», типом подводных лодок, построенных в Японии после Второй мировой войны. Созданы на основе подводных лодок США типа «Барракуда». Две подводные лодки этой серии, «Хаясио» и «Вакасио», были построены в 1960—1962 годах. Эти сравнительно небольшие подводные лодки, имевшие ограниченную мореходность, наряду со схожим типом «Нацусио», составляли основу подводного флота Морских сил самообороны Японии до замены их более современными подводными лодками типов «Осио» и «Узусио». Обе подводные лодки типа «Хаясио» были сняты с вооружения в 1979 году.

## Представители
| Название         | Заводской номер | Судоверфь      | Дата закладки | Спуск на воду | Ввод в строй    | Судьба                           |
| ---------------- | --------------- | -------------- | ------------- | ------------- | --------------- | -------------------------------- |
| Хаясио はやしお  | SS 521          | Мицубиси, Кобе | 6 июня 1960   | 31 июля 1961  | 30 июня 1962    | снята с вооружения в 1979        |
| Вакасио わかしお | SS 522          | Кавасаки, Кобе | 7 июня 1960   | 28 июня 1961  | 10 августа 1962 | снята с вооружения 23 марта 1979 |